# Helipterum
Helipterum là một chi thực vật có hoa trong họ Cúc (Asteraceae).

## Loài
Chi Helipterum gồm các loài: